# منتدى التعاون الصيني العربي
منتدى التعاون الصيني العربي هو مبادرة حوار رسمية بين الصين وجامعة الدول العربية.

## القمم
تم إنشاء المنتدى في عام 2004 من قبل الرئيس هو جينتاو عندما زار مقر جامعة الدول العربية في القاهرة.
- 2004: الاجتماع الأول في القاهرة. إعلان منتدى التعاون الصيني العربي.
- 2006: الاجتماع الثاني في بكين. بيان مشترك حول حماية البيئة.
- 2008: الاجتماع الثالث في المنامة.
- 2010: الاجتماع الرابع في تيانجين.
- 2012: الاجتماع الخامس في الحمامات.
- 2014: الاجتماع السادس في بكين.
- 2016: الاجتماع السابع في الدوحة.
- 2018: الاجتماع الثامن في بكين.

## القروض الخاصة
القروض الخاصة بين الصين والدول العربية هما خطان ائتمانيان خاصان أنشأتهما الصين في إعلانات في عامي 2016 و2018 بمبلغ 15 مليار دولار و20 مليار دولار على التوالي. تم الإعلان عن كلا الإعلانين في الخطابات التي ألقاها الزعيم الصيني شي جين بينغ والتي دعت إلى البناء المشترك لمبادرة الحزام والطريق، وهي خطة الربط الاقتصادي العالمي للصين.

### القرض الخاص 2016
تم الإعلان عن قرض خاص بقيمة 15 مليار دولار للبنية التحتية والتصنيع في يناير 2016 خلال زيارة الرئيس شي في جامعة الدول العربية. تم الإعلان عن برنامج القرض في عام 2016 كجزء من حزمة مالية أكبر كانت تركز بشدة على الأعمال والاستثمار. بالإضافة إلى خط الائتمان الخاص البالغ 15 مليار دولار أمريكي، تم الإعلان عن 10 مليارات دولار أمريكي من القروض التجارية و10 مليار دولار أمريكي من القروض الميسرة (قروض المساعدات الخارجية). كما تمت الإشارة إلى إطلاق صندوق الاستثمار المشترك الإماراتي الصيني بقيمة 10 مليارات دولار في ديسمبر 2015.

### القرض الخاص 2018
خلال منتدى بكين في يوليو 2018، أعلن الرئيس شي عن قرض خاص قيمته 20 مليار دولار لـ «إعادة الإعمار الاقتصادي».
اتخذ إعلان 2018 نبرة مختلفة عن تلك التي صدرت في عام 2016 مع تعهدات بالمساعدة في إعادة إعمار البلدان التي مزقتها الحروب. تم إقران خط الائتمان الخاص بقيمة 20 مليار دولار مع 600 مليون يوان من المساعدات الإنسانية ومساعدات إعادة الإعمار لسوريا واليمن والأردن ولبنان ومليار يوان أخرى لدعم «جهود الاستقرار الاجتماعي». كما تم الإعلان في عام 2018 عن إنشاء رابطة بين البنوك الصينية والعربية بتمويل قدره 3 مليارات دولار من بنك التنمية الصيني للاعتمادات بين البنوك لدى البنوك المحلية في المنطقة.

## النفط الخام
أصبحت جامعة الدول العربية أكبر مورد للنفط الخام للصين، وسابع أكبر شريك تجاري للصين. يوضح الجدول أدناه نسبة تجارة الدولة الشريكة التي تم إرسالها إلى الصين، وترتيب الصين في جداول تصدير ذلك البلد. على سبيل المثال، تعد الصين أكبر شريك تجاري للسودان، ويتم توجيه 44٪ من تجارة الصادرات العمانية نحو الصين.
| الشريك                   | النسبة | الترتيب |
| ------------------------ | ------ | ------- |
| السودان                  | 54٪    | 1       |
| سلطنة عمان               | 44٪    | 1       |
| اليمن                    | 39٪    | 1       |
| موريتانيا                | 33٪    | 1       |
| العراق                   | 23٪    | 1       |
| المملكة العربية السعودية | 15٪    | 1       |
| الكويت                   | 13٪    | 2       |
| الإمارات العربية المتحدة | 7٪     | 3       |
| الصومال                  | 4.3٪   | 3       |
| ليبيا                    | 9.6٪   | 4       |
| دولة قطر                 | 6.5٪   | 4       |